# تملوكة
تملوكة هي قرية جزائرية تابعة لبلدية عين أرنات  الكائنة بدائرة عين أرنات، بولاية سطيف الجزائرية
تعتبر القرية منطقة إستراتيجية بامتياز.يحدها شمالا مطار سطيف الدولي و جنوبا الطريق السيار شرق غرب و غربا المنطقة الصناعية عين أرنات كما تبعد عن وسط المدينة ب8 كلم فقط.
تحتوي دار شباب ومدرسة  ابتداىية "حملاوي حربوش" و قاعة علاج وملعب جواري.

## الموقع
والتي تقع غرب مدينة سطيف، ويمر بها الطريق السريع شرق غرب، الرابط بين ولاية سطيف، والجزائر العاصمة.